# Внешняя политика Анголы
Независимость Анголы провозглашена 11 ноября 1975 года.
С 1975 Ангола являлась активным участником «советского блока», сотрудничая не только с Советским Союзом, но и с Ливией, Кубой и другими странами социалистической ориентации (кроме Китая), Бразилией, большинством стран Африки, в первую очередь, португалоговорящим: Гвинее-Бисау, Кабо-Верде, Мозамбиком, Сан-Томе и Принсипи. Эти связи начались ещё во время борьбы за независимость от Португалии, и окрепли после её получения — вплоть до отправки в Анголу кубинских добровольцев. Кроме того, НРА стала членом ООН, ОАЕ (с 2002 г. — Африканский Союз) и ряда других международных организаций.
С 1975 года по конец 1980-х годов НРА вела боевые действия против вторгавшихся на территорию страны регулярных войск ЮАР, правительство белого меньшинства которой поддерживало ангольскую оппозиционную организацию Национальный союз за полную независимость Анголы. После свержения в ЮАР системы апартеида и прихода в 1994 году к власти Африканского национального конгресса состояние двусторонних отношений кардинально изменилось.
В начале 1990-х годов под влиянием событий в СССР и мире МПЛА-ПТ отказалась от марксизма-ленинизма, заменив его принципами «демократического социализма», приняла решение о переходе страны к многопартийной системе и рыночной экономике. Страна стала называться Республика Ангола (РА).
В отношениях с другими странами Африки Ангола отстаивает свои интересы как дипломатическими, так и военными методами. Она присоединилась к Сообществу развития Юга Африки, а в 1998—2002 годах участвовала в гражданской войне в Конго на стороне центрального правительства.
В принятой в 2010 г. новой конституции Анголы указаны основные принципы современной внешней политики страны: уважение Устава ООН и Устава Африканского Союза, установление отношений дружбы и сотрудничества со всеми государствами на основе принципов: уважения суверенитета и национальной независимости, равенства государств, права народов на самоопределение, мирного разрешения конфликтов, уважения прав человека, невмешательства во внутренние дела других государств, взаимной выгоды, неприятия и борьбы против терроризма, наркоторговли, расизма, коррупции; государство выступает против создания военных баз на её территории; оно допускает участие страны, в рамках региональных или международных организаций, в составе сил по поддержанию мира, в системах коллективной безопасности.
Развивая внешнеполитические отношения, руководство Анголы опирается на богатые сырьевые ресурсы страны. Ангола входит в число главных мировых экспортёров необработанных алмазов, превратилась в поставщика на мировой рынок сжиженного газа. Основным природным богатством страны является нефть. По её добыче Республика Ангола занимает второе место в Африке южнее Сахары (после Нигерии). Нефть помогает Анголе проводить самостоятельный внешнеполитический курс, важной чертой которого некоторые обозреватели называют прагматизм
Ангола играет важную роль в обеспечении безопасности и сотрудничества на Юге Африки. У страны высокий авторитет и в Центральной Африке. Как активная участница Сообщество развития Юга Африки, Ангола выступает за ускорение строительства инфраструктуры, интеграцию в регионе и создание нового экономического порядка на Юге Африки.